# Cantón de Pissos
El cantón de Pissos era una división administrativa francesa, que estaba situada en el departamento de Landas y la región de Aquitania.

## Composición
El cantón estaba formado por seis comunas:
- Belhade
- Liposthey
- Mano
- Moustey
- Pissos
- Saugnacq-et-Muret

## Supresión del cantón de Pissos
En aplicación del Decreto n.º 2014-181 de 18 de febrero de 2014, el cantón de Pissos fue suprimido el 22 de marzo de 2015 y sus 6 comunas pasaron a formar parte del nuevo cantón de Grandes Lagos.